# BeReal
Bereal is een gratis mobiele socialmedia-app die is gelanceerd in januari 2020, ontworpen door Alexis Barreyat en Kevin Perreau. De app geeft gebruikers dagelijks een venster van 2 minuten om zichzelf en omgeving te posten op de app. De willekeurigheid van de tijd en spontane notificatie geeft volgens de website: "Een nieuwe en unieke manier om te zien wie je vrienden echt zijn in het dagelijkse leven".
BeReal had op mei 2022 meer dan 10 miljoen downloads. De app werkt op iOS en Google Play, en speelt net als TikTok in op de groeiende interesse van jongeren op "authentieke" platforms.
In juni 2024 werd de app voor 500 miljoen euro verkocht aan een producent van mobiele videogames. Op dat moment waren er zo'n 40 miljoen actieve gebruikers.

## Geschiedenis

### Ontstaan
De oprichters van BeReal waren van 2013 tot 2016 student op 42, een codeerschool van Franse miljardair Xavier Niel. Na zijn werk bij GoPro en als freelancer begon Alexis Barreyat in 2019 met het idee van BeReal. Hoewel de app redelijk begon te groeien onder Franse tieners, lukte het Barreyat eerst niet om durfkapitaalverstrekkers te vinden voor de app, tot de zoon van Niel de app ontdekte en aan zijn vader liet zien.
Niel was destijds medeoprichter bij New Wave Ventures, en vertelde de andere partners over de app. Later die maand zaten ze in Andorra met Barreyat en werd er geïnvesteerd in de app, met een waardering van onder de 10 miljoen euro.

### Groei
BeReal begon net zoals veel nieuwe hedendaagse sociale media een ambassadeursprogramma op middelbare en hogere scholen. In 2022 begon de app meer te groeien, mede door virale video's over het gebruik ervan op onder andere TikTok.

## Kritiek
Rob Horning, redacteur van Real Life-magazine schreef als hyperbolische kritiek dat: “Een nog reëlere versie van BeReal je vrienden gewoon toegang zou geven tot je camera's en microfoons zonder dat je het weet". Monica Chin van The Verge merkte op hoe veel gebruikers van de app alsnog buiten de 2 minuten posten op de app, wat volgens haar het enige authentieke van BeReal zou elimineren.